# Triodontella flavimana
Triodontella flavimana är en skalbaggsart som beskrevs av Hermann Burmeister 1855. Triodontella flavimana ingår i släktet Triodontella och familjen Melolonthidae. Inga underarter finns listade i Catalogue of Life.